# Cucamonga Valley AVA
Cucamonga Valley AVA (anerkannt seit dem 31. März 1995) ist ein Weinbaugebiet im US-Bundesstaat Kalifornien. Das Gebiet liegt in den Verwaltungsgebieten San Bernardino County und Riverside County, ca. 70 km östlich der Stadt Los Angeles. Weinbau hat im Cucamonga Valley schon seit 1838 Tradition. Kurz vor der Prohibition im Jahr 1920 produzierte man im Cucamonga Valley mehr Traubenmaterial als die beiden heute bekannten Gebiete von Napa Valley und Sonoma Valley zusammen. Prohibition sowie die städtische Ausdehnung von Los Angeles auf der einen und dem Orange County auf der anderen Seite setzten dem Weinbau stark zu. Das Cucamonga Valley hat ein sehr warmes Klima und die Tagestemperaturen liegen im Sommer häufig bei über 38 °C, so dass hier meist Rebsorten aus Südeuropa eingesetzt werden. Der Boden besteht aus sandigem Schwemmland.